# First It Giveth
First It Giveth – piosenka, trzeci i ostatni singiel z trzeciego albumu amerykańskiego zespołu rockowego Queens of the Stone Age zatytułowanego "Songs for the Deaf". Została napisana przez Josha Homme'a i Nicka Oliveri'ego. Tematem piosenki są narkotyki i ich rola w tworzeniu muzyki. Tytuł został zaczerpnięty z Księgi Hioba.

## Teledysk
Klip przedstawia zespół grający piosenkę na żywo na festiwalu w Glastonbury oraz jako support Red Hot Chili Peppers w 2002 roku, a także sceny zza kulis. Teledysk zawiera ujęcia Nicka Oliveri'ego grającego nago na scenie. Klip został wyreżyserowany przez Nigela Coppa.

## Lista utworów

### UK disc 1
1. "First It Giveth" – 3:18
2. "Wake Up Screaming" (Subhumans cover) – 4:58
3. "You Think I Ain't Worth a Dollar, But I Feel Like a Millionaire" (Troy mix) – 2:14

### UK disc 2
1. "First It Giveth" – 3:18
2. "The Most Exalted Potentate of Love" (The Cramps cover) – 2:46
3. "Song for the Deaf" (the blind can go get fucked remix) – 5:02
4. "First It Giveth" (CD-Rom Video)

## Listy przebojów
| Lista (2003)     | Najwyższa pozycja |
| ---------------- | ----------------- |
| UK Singles Chart | 33                |